# Wattle Island (Antarktika)
Wattle Island ist eine kleine Insel vor der Küste des ostantarktischen Enderbylands. Sie liegt 10 km östlich des Kirkby Head.
Luftaufnahmen, die 1956 im Rahmen der Australian National Antarctic Research Expeditions entstanden, dienten ihrer Kartierung. Das Antarctic Names Committee of Australia benannte sie nach dem in Australien geläufigen Namen für die rund 400 Arten der Pflanzengattung Acacia. 